# Saurita diaphana
Saurita diaphana är en fjärilsart som beskrevs av Paul Dognin 1906. Saurita diaphana ingår i släktet Saurita och familjen björnspinnare. Inga underarter finns listade.